# دون رون جونيور
دون رون جونيور (بالإنجليزية: Don Rone, Jr.)‏ هو مدرس أمريكي، ولد في 21 ديسمبر 1944 في كاب جيراردو في الولايات المتحدة.